# 174-й отдельный истребительно-противотанковый дивизион

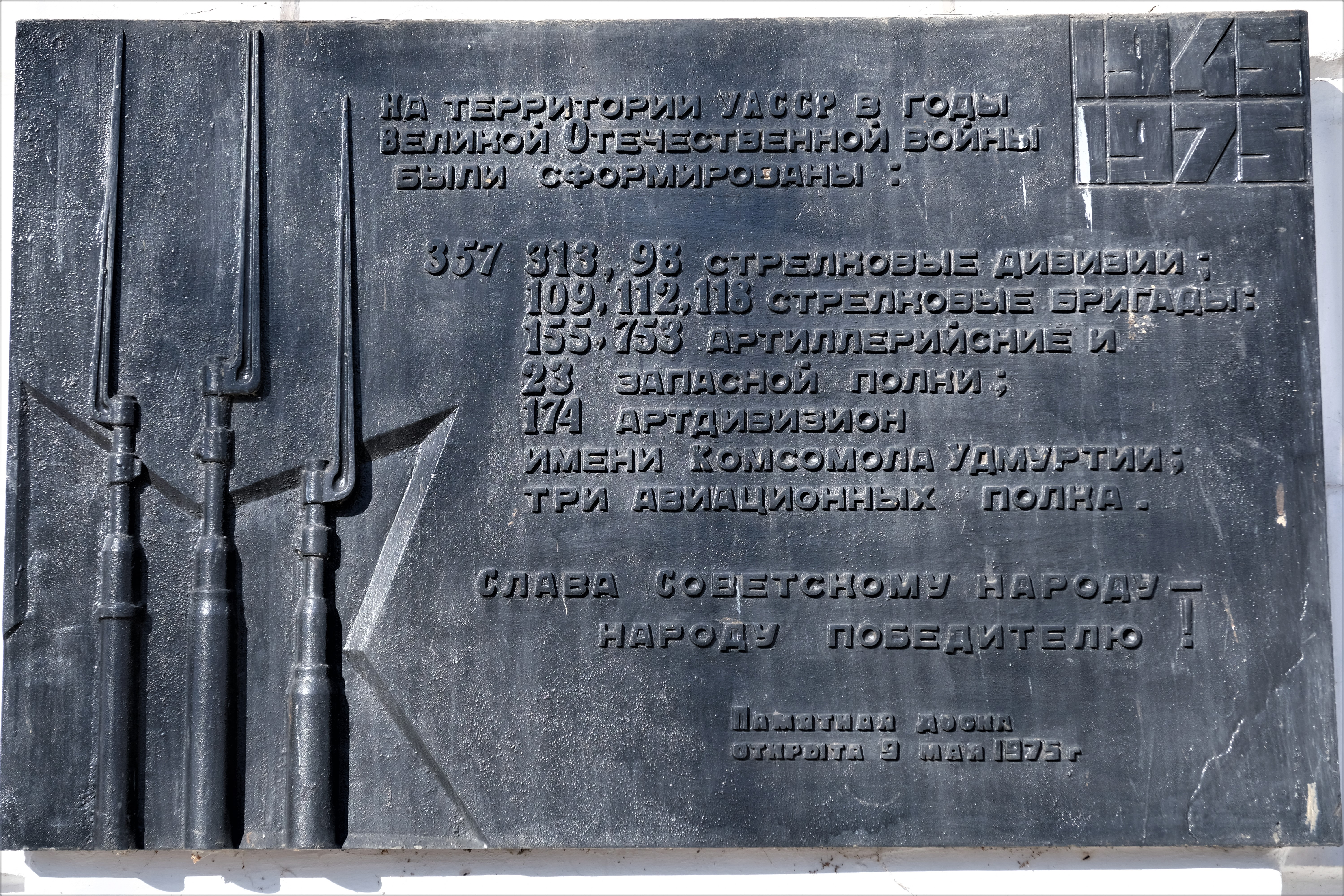
Памятная доска на здании Ижевского арсенала о сформировани 174 оиптдн.

174-й отдельный истребительно-противотанковый ордена Красной Звезды дивизион имени Комсомола Удмуртии (174 оиптдн) — формирование (воинская часть) РККА Вооружённых Сил СССР в Великой Отечественной войне.
В составе действующей армии с 14 сентября 1942 года по 22 сентября 1943 года, с 5 ноября 1943 года по 4 февраля 1944 года и с 12 февраля 1944 года по 11 мая 1945 года.

## История
Артдивизион сформирован в сентябре 1942 года по инициативе комсомольцев Воткинского завода, на котором был налажен и производился выпуск 45-мм противотанковых пушек 53-К. В своё личное свободное от работы время будущие артиллеристы, с разрешения администрации завода, изготавливали дополнительные орудия, на которых сами проводили стрельбовые учения на заводском полигоне.
На момент сформирования дивизиона средний и младший командный состав, а также наводчики комплектовались из 18-й запасной стрелковой бригады. В рядовой состав вошли как комсомольцы, так и юноши несоюзной молодежи Воткинского и трёх Ижевских заводов по отбору республиканского комитета (рескома) ВЛКСМ УАССР. Всего 221 человек.
22 сентября 1942 года из Ижевска состоялись торжественные проводы артдивизиона на фронт. Железной дорогой дивизион был направлен на заключительные стрельбовые учения на артиллерийский полигон в Кубинку.
Свой первый бой артдивизион принял 16 декабря 1942 года в районе деревни Гороховка Воронежской области.
Дивизион воевал на Юго-Западном, Белорусском и 1-м Украинском фронтах. Принимал непосредственное участие во взятии городов: Кантемировка, Новопсков, Купянск, Балаклея, Славянск, Павлоград, Дубно, Радзивиллов, Броды, Перемышль, Ярослав, Сандомир, Тарнобжег, Кельцы, Пиотркув, Шпротау, Зоммерфельд, Пфетан, Виттенберг.
С боями форсировал реки Дон, Сан, Вислу, Одер, Бобер, Нейсе.
Конец войны артдивизион застал, освобождая Прагу.
За период боевых действий в Великой Отечественной войне дивизион имеет на своём счету:
3 уничтоженных самолёта, 57 танков, 38 миномётов, 74 автомашины, 4 минбатареи, 49 орудий, 34 дзотa, 29 бронетранспортеров, 86 огневых точек, 48 крупнокалиберных пулемётов, 74 станковых пулемёта, 108 ручных пулемётов, 76 повозок с грузами, 6000 человек живой силы.
18 августа 1945 года артдивизион прибыл в пункт своего постоянного сосредоточения город Коростень.

Схема боевого пути 174 оиптдн имени Комсомола Удмуртии (нажмите на карте для того, чтобы увидеть её в полный размер).

## В составе
С момента создания и до окончания войны артдивизион входил в состав 172-й стрелковой дивизии. Противотанкисты привлекались для выполнения заданий в помощь другим подразделениям. Надо иметь в виду, что противотанковый дивизион с тем же номером входил в состав 172-й стрелковой дивизии двух более ранних формирований.

## Состав
- штаб
- три батареи по 4 45-мм противотанковых орудия 53-K (с августа 1943 года 76-мм пушки ЗИС-3) на конной тяге;
- рота бронебойщиков с противотанковыми ружьями Симонова и Дегтярёва.

1 августа 1943 года в артдивизион поступило пополнение в количестве 90 человек личного состава, 6 (а по другим данным 12) пушек, 20 противотанковых ружей и 33 лошади со сбруей и упряжью.

В апреле 1944 года — 40 человек пополнения.

В июле 1944 года ещё 60 человек.

А 6 марта 1945 года — 64 человека.
Итого 254 человека пополнения при 221 первоначального состава. Другими словами, личный состав артдивизиона полностью обновился. Пополнения в личном составе происходили за счёт добровольцев, недавно достигших совершеннолетия. Ещё вчера подростками они стояли у станков Воткинского и Ижевских заводов, изготавливая те самые пушки, с которыми прибыли на фронт.

## Командиры
- Капитан Буслаев Т. М. — первый командир артдивизиона
- Майор Семченко М. М. — командир артдивизиона
- Капитан Яцкевич М. А. — последний командир артдивизиона

## Отличившиеся воины дивизиона
- Младший сержант Ульянов Виталий Андреевич — наводчик орудия, Герой Советского Союза.

## Награды
12 мая 1944 года артдивизион получил боевое Красное знамя и грамоту Президиума Верховного Совета СССР.
3 мая 1945 года бойцы дивизиона ворвались в город Виттенберг и после упорных уличных боёв овладели городом. Указом Президиума Верховного Совета СССР от 28 мая 1945 года с формулировкой «за образцовое выполнение заданий командования в боях с немецкими захватчиками» артдивизион награждён орденом «Красная Звезда».

## Память

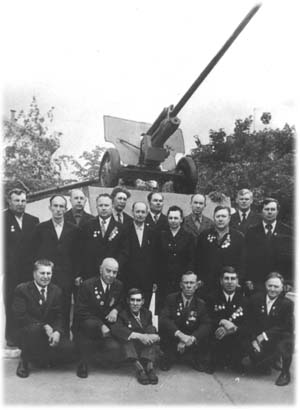
Ветераны 174 оиптдн имени Комсомола Удмуртии у памятника — пушки артдивизиона в городе Ижевске, 9 мая 1975 года.

- С 1964 года в школе (позднее лицее) № 14 города Ижевска работает музей боевой славы артдивизиона[2].
- В 1968 году в честь бойцов 174 оиптдн имени Комсомола Удмуртии в Ижевске на улице Ленина, в сквере кинотеатра «Дружба» установлен памятник. Авторы: И. В. Керсантинов, А. Е. Добровицкий.
- В 1975 году установлена памятная доска на здании Ижевского арсенала о сформировани 174 оиптдн.
- В 1985 году в честь 40-летия Великой победы и в память о бойцах артдивизиона в городском сквере Воткинска установлен памятник — пушка дивизиона, которая обладает своей удивительной судьбой. Она прошла свой боевой путь вместе с артдивизионом до города Прага.